# Amenhotep II
Amenhotep II – faraon, władca starożytnego Egiptu z XVIII dynastii, z okresu Nowego Państwa. Syn faraona Totmesa III i królowej Hatszepsut II Meritre, powołany przez ojca do współrządów, prawdopodobnie na dwa lata przed śmiercią. Panował prawdopodobnie w latach 1425–1397 p.n.e. lub 1427–1392 p.n.e. lub 1427–1401/1400 p.n.e. Według Manethona panował 25 lat i 10 miesięcy. W młodości znany z wyczynów sportowych i niezwykłej siły fizycznej. W czasie swych rządów, wyprawiał się kilkakrotnie do Syrii, o czym mówią stele w Karnaku, Memfis i Amadzie.

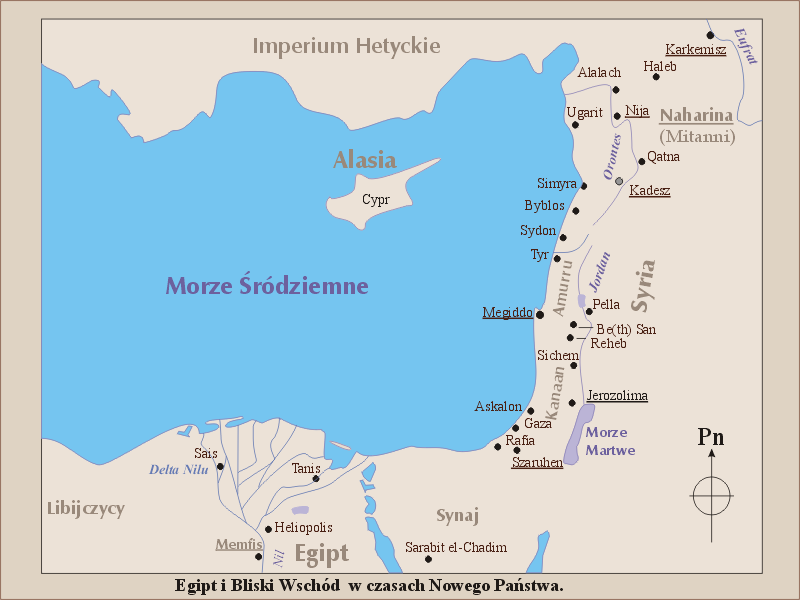
Egipt i Bliski Wschód w początkach Nowego Państwa

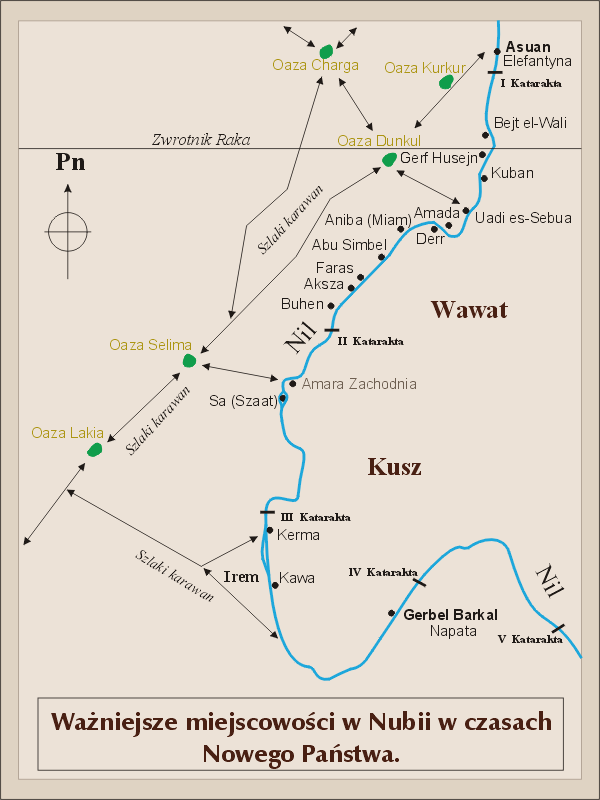
Ważniejsze miejscowości w Nubii w czasach Nowego Państwa

## Panowanie
W trzecim roku panowania poprowadził pierwszą wyprawę przeciwko powstaniu w Naharinie. Według przekazów, podczas tej kampanii, faraon własnoręcznie zabił siedmiu książąt, przywódców koalicji antyegipskiej, a po zdobyciu Kadesz wracając do Teb, rozkazał ich ciała powiesić na dziobie swego statku. Po powrocie zostały zawieszone na murach Teb, a jedno z nich zawieziono do Nubii i powieszono na murach twierdzy Napata, jako przestrogę, mającą zapobiec rebeliom, często wybuchającym na tych terenach. Sposób ten okazał się skuteczny, gdyż w czasie panowania Amenhotepa II w Nubii nie wybuchła żadna rebelia antyegipska.
W siódmym i dziewiątym roku Amenhotep znów poprowadził wyprawy do Syro-Palestyny aby stłumić rebelię wywołaną w Mitanni, której ośrodkiem było Karkemisz. W wyniku walk w okolicach Nija, Amenhotep utracił panowanie nad całym obszarem pomiędzy rzekami Orontesem i Eufratem, rekompensując sobie przegraną obfitymi łupami, zdobytymi w Reczenu oraz pojmaniem około 3500 jeńców Apiru – Hebrajczyków. Po zakończeniu trzeciej wyprawy do Syro-Palestyny, w wyniku wzrostu potęgi nowego państwa Hetyckiego, zagrożone Mitanni zaczęło dążyć do zbliżenia z Egiptem. W wyniku negocjacji, Mitanni oddało Egiptowi Palestynę i część wybrzeża Morza Śródziemnego w zamian za północną Syrię. Zbliżenie to kontynuował później Totmes IV. Zawiązano pewnego rodzaju sojusz, a jedna z córek władcy Mitanni, Artatamy I, została żoną faraona. 
Mając zapewnione stabilne stosunki z Mitanni, Amenhotep mógł skupić się na sprawach wewnątrz państwowych oraz utwierdzeniem egipskiego panowania w Kanaanie. Wykazał przy tym spore talenty dyplomatyczne budując przyjazne stosunki z Babilonem i państwem Hetytów.
W Nubii także zapanowała wieloletnia stabilizacja, a Amenhotep mianował tam wicekrólem, swego towarzysza broni – Usersateta.

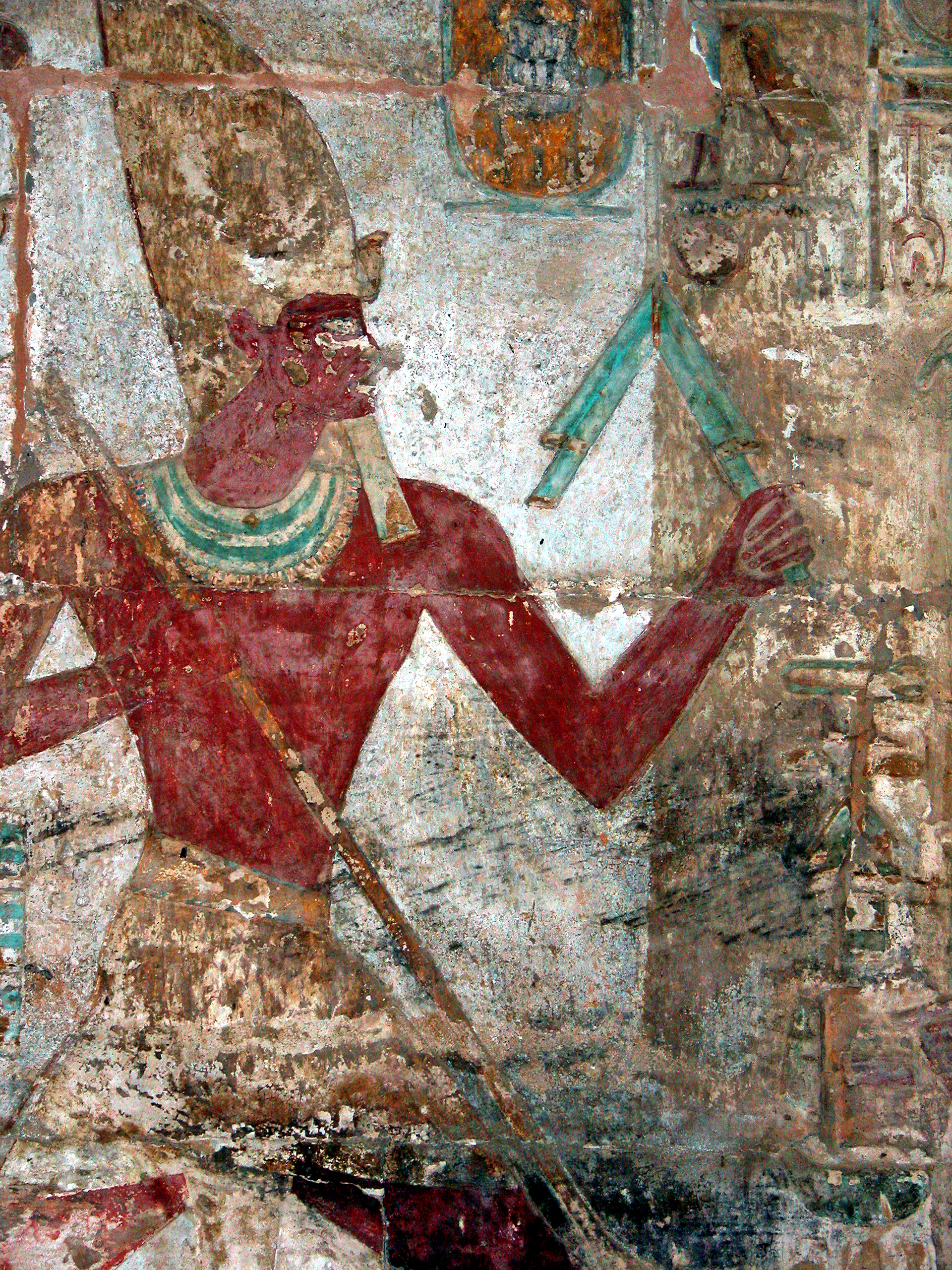
Amenchotep II w świątyni Amada w Nubii

## Działalność budowlana
Dla upamiętnienia porozumienia z Mitanni, Amenhotep II rozkazał wznieść dziedziniec kolumnowy pomiędzy czwartym i piątym pylonem w świątyni w Karnaku oraz rozbudował całą świątynię. Rozkazał również wykonać dekoracje w świątyni w Kalabaszy oraz ukończyć prace rozpoczęte przez Totmesa III w Amada w Nubii. Rozkazał także wznieść dla siebie świątynię grobową, która nie zachowała się do naszych czasów.
Umieścił również swą stelę po północno-zachodniej stronie Wielkiego Sfinksa w Gizie. Różne prace budowlane prowadzono również w Medamud, Tod i Armant.

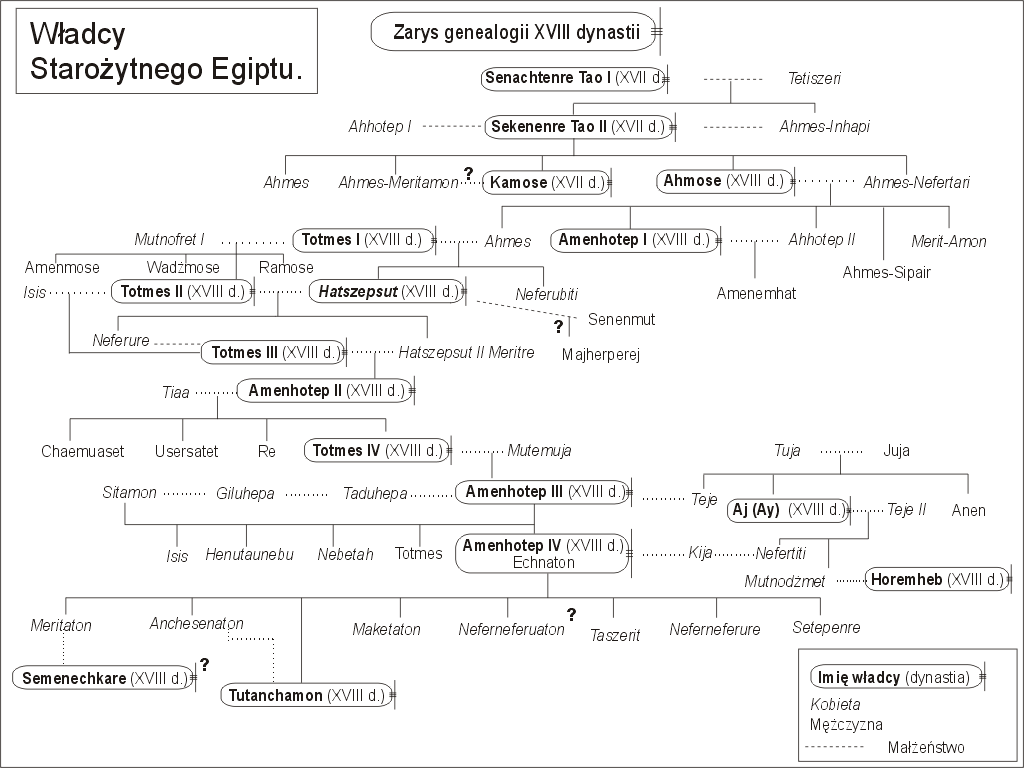
Zarys genealogii XVIII dynastii

## Grobowiec
Amenhotep II został pochowany w Królewskiej Nekropoli w Dolinie Królów w grobowcu (KV 35), który rozkazał dla siebie wykuć. Grobowiec ten został odnaleziony przez Victora Loreta 9 marca 1898 roku. Wewnątrz w kwarcytowym sarkofagu spoczywała w drewnianej, antropoidalnej trumnie, nietknięta mumia króla, z wieńcem kwiatów na szyi i bukiecikiem mimoz na piersi. Był to pierwszy przypadek odkrycia królewskiej mumii w miejscu pierwotnego pochówku. Mumia króla spoczywała na swoim miejscu do 1931 roku, kiedy przewieziono ją do Kairu.
W grobowcu odkryto również mumie kilku władców z XVIII, XIX i XX dynastii i ich rodzin. W jednej z bocznych komór, przylegających do komory grobowej, znajdowały się odwinięte z bandaży, ciała – dwóch kobiet i chłopca:
- Mumia królowej Teje – do niedawna określana w egiptologii mianem Starszej Damy.
- Mumia niezidentyfikowanej kobiety – określana przez egiptologów mianem Młodszej Damy; badania genetyczne z 2010 r. wykazały, że była córką Amenhotepa III i Teje, siostrą Echnatona i matką Tutanchamona.
- Mumia kilkunastoletniego chłopca – prawdopodobnie książę Websenu, syn Amenhotepa II, lub książę Totmes, najstarszy syn Amenhotepa III.

W jednym z kolejnych pomieszczeń, dokładnie zamurowanym i zamaskowanym znajdowało się dziesięć sarkofagów (w tym dziewięć królewskich).
Odnaleziono tam mumie:
- Totmesa IV – KV 43 – XVIII dynastia
- Amenhotepa III – WV 22 – XVIII dynastia
- Merenptaha – KV 8 – XIX dynastia
- Setiego II – KV 15 – XIX dynastia
- Siptaha – KV 47 – XIX dynastia
- Setnachta – KV 14 – XX dynastia
- Ramzesa IV – TT 2 (KV 2) – XX dynastia
- Ramzesa V – KV 9 – XX dynastia
- Ramzesa VI – KV 9 – XX dynastia
- oraz mumię niezidentyfikowanej kobiety D – prawdopodobnie królowa Tauseret.

LEGENDA:
KV – Dolina Królów (Valley of the Kings)
WV – West Valley
QV – Dolina Królowych (Valley of the Queens)
TT – Theban Tomb

Mumie zostały tam ukryte przed rabusiami z czasów XXI dynastii, przez arcykapłana Pinodżema I.
Grobowiec jest skromne dekorowany kilkoma scenami z udziałem bóstw oraz pełnym tekstem księgi Amduat. Sufit komory grobowej zdobią złote, pięcioramienne gwiazdy na ciemnoniebieskim tle.
Po zbadaniu grobowiec zamknięto. Jednakże w listopadzie 1901 roku, wdarli się złodzieje, będący prawdopodobnie w zmowie ze strażnikami, dokonali spustoszenia. Mumia Amenhotepa została wyrzucona z sarkofagu i w znacznym stopniu uszkodzona. Po tych wydarzeniach ponownie otwarto grobowiec i wykonano szczegółową dokumentację, znajdujących się w nim mumii. Ciała zostały opisane, sfotografowane i zmierzone, a inskrypcje dokładnie skopiowane.

## Tytulatura
Jego nomen, tj. imię nadane przy narodzinach, to Amenhotep lub Amenhotpe, co na polski przekłada się jako „Amon jest zadowolony”. 
|             |        |            |
| \| \| \| \| |        |            |
|             |        |            |
| i           | mn · n | Y1 · t · p |

| i | mn · n | Y1 · t · p |

|             |        |            |
| \| \| \| \| |        |            |
|             |        |            |
| i           | mn · n | Y1 · t · p |

| i | mn · n | Y1 · t · p |

Znane są też rozliczne warianty jego nomenu, który zapisywano w rozmaity sposób, dodając niekiedy dookreślenia, np. Amenhotpe Hekajunu – „Amon jest zadowolony; Władca Heliopolis”:
|                   |        |     |     |     |
| \| \| \| \| \| \| |        |     |     |     |
|                   |        |     |     |     |
| i                 | mn · n | Htp | HqA | iwn |

| i | mn · n | Htp | HqA | iwn |

|                   |        |     |     |     |
| \| \| \| \| \| \| |        |     |     |     |
|                   |        |     |     |     |
| i                 | mn · n | Htp | HqA | iwn |

| i | mn · n | Htp | HqA | iwn |

U Manetona wymieniony jest pod zgrecczoną formą Amenophis.
Po objęciu władzy przyjął prenomen Aacheperure – „wspaniała jest postać Re”. Imię to znane jest w trzech wariantach zapisu:
|             |     |    |
| \| \| \| \| |     |    |
|             |     |    |
| ra · aA     | xpr | Z2 |

| ra · aA | xpr | Z2 |

|             |     |    |
| \| \| \| \| |     |    |
|             |     |    |
| ra · aA     | xpr | Z2 |

| ra · aA | xpr | Z2 |

|             |          |   |
| \| \| \| \| |          |   |
|             |          |   |
| ra · aA     | xpr · Z2 | n |

| ra · aA | xpr · Z2 | n |

|             |          |   |
| \| \| \| \| |          |   |
|             |          |   |
| ra · aA     | xpr · Z2 | n |

| ra · aA | xpr · Z2 | n |

|                   |     |     |     |     |
| \| \| \| \| \| \| |     |     |     |     |
|                   |     |     |     |     |
| ra                | O29 | xpr | xpr | xpr |

| ra | O29 | xpr | xpr | xpr |

|                   |     |     |     |     |
| \| \| \| \| \| \| |     |     |     |     |
|                   |     |     |     |     |
| ra                | O29 | xpr | xpr | xpr |

| ra | O29 | xpr | xpr | xpr |

Ponadto nauka zna po kilka wariantów pozostałych imion Królewskiego Protokołu władcy.